# 徐燕千
徐燕千（1912年5月27日—2010年），男，广东蕉岭人，中国林学家、林业教育家，华南农学院教授，曾任中国林学会顾问。